# 太股
太股、太腿（ふともも、thigh）は、人間の体において骨盤と膝の間の部分である。解剖学的には、下肢の一部を構成する。
太股を構成する1本の骨は、大腿骨と呼ばれている。この骨は、皮質骨の割合が多いため、太くて強い。尻と球関節で、膝と楕円関節で繋がっている。

## 筋膜区画
太股の横断面は、3つの筋膜区画に分かれる。これらの区画は大腿骨を軸として、丈夫な結合組織か隔膜で分離されている。それぞれの区画ごとに血管と神経系があり、別々の種類の筋肉でできている。
- 中間筋膜区画:内転筋
- 後部筋膜区画:屈筋、ハムストリング
- 前部筋膜区画:外転筋

## 血管
太股には、大腿動脈と閉鎖動脈によって動脈血が供給される。リンパ排液は動脈のすぐ近くを流れており、腰リンパ本幹を経て乳糜槽に達している。
深部静脈系は、膝窩静脈の近位部である大腿静脈とその他の細い静脈である。太股には深部静脈血栓症の基部が存在する。

## 衰弱
太股の衰弱は、健康診断においてガワーズ徴候となって表れる。

## 筋肉と筋膜

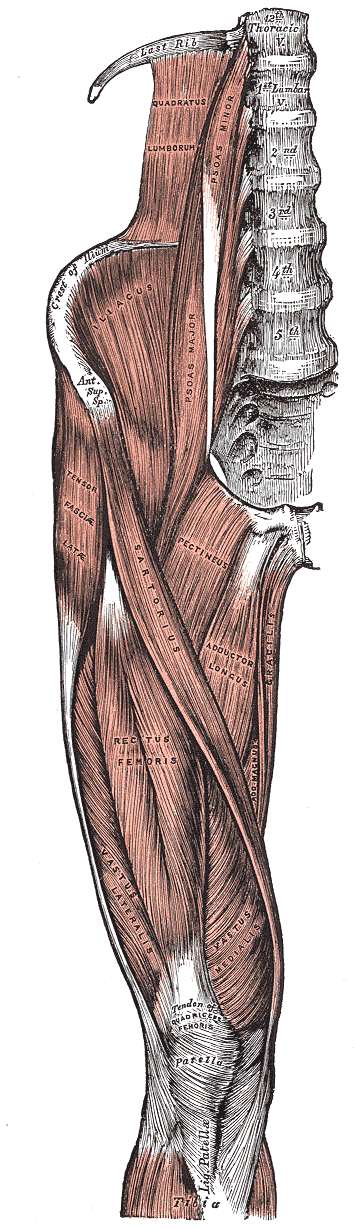
太腿の筋肉の前面 (Gray's Anatomy of the human body from 1918.)
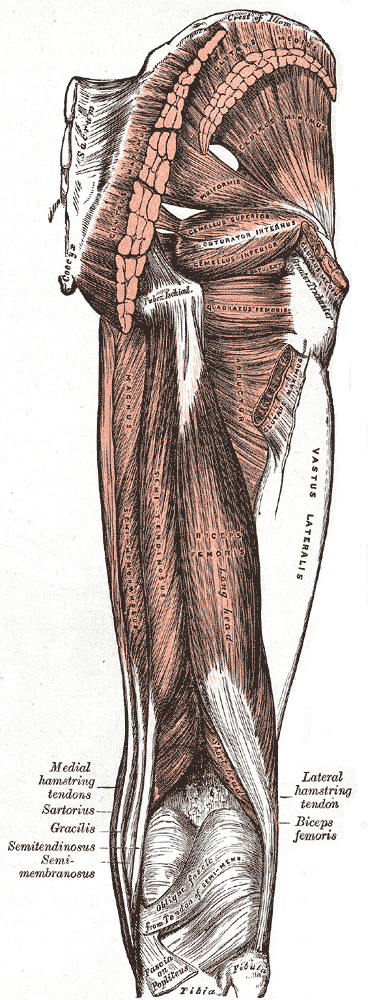
太腿の筋肉の背面 (Gray's Anatomy of the human body from 1918.)
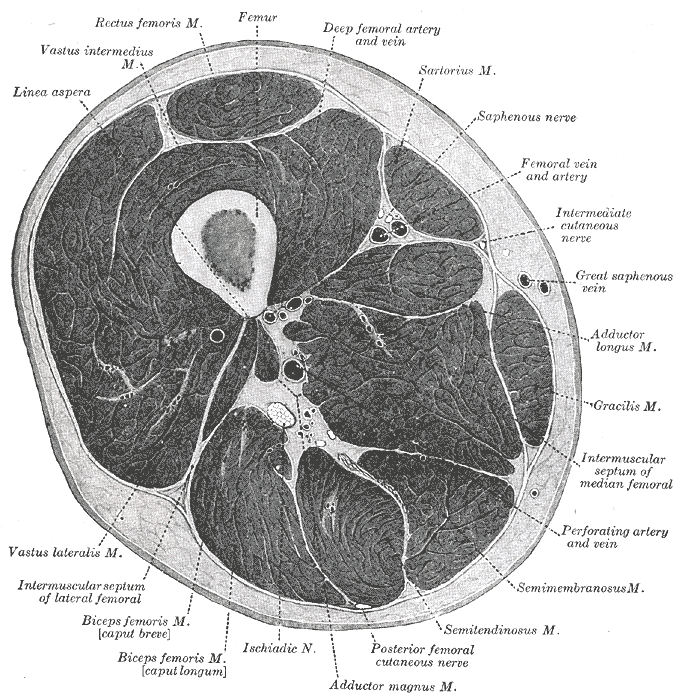
太腿の筋肉の横断面
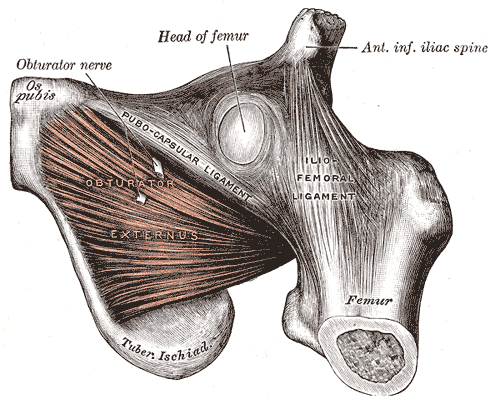
外閉鎖筋